# U-636 (tàu ngầm Đức)
U-636 là một tàu ngầm tấn công  Lớp Type VII thuộc phân lớp Type VIIC được Hải quân Đức Quốc Xã chế tạo trong Chiến tranh Thế giới thứ hai. Nhập biên chế năm 1942, nó đã thực hiện được mười lăm chuyến tuần tra nhưng chỉ đánh chìm được một tàu buôn tải trọng 7.169 GRT. Trong chuyến tuần tra cuối cùng, U-636 bị các tàu frigate HMS Bazely, HMS Drury và HMS Bentinck thả mìn sâu đánh chìm trong Đại Tây Dương vào ngày 21 tháng 4, 1945.

## Thiết kế và chế tạo

### Thiết kế

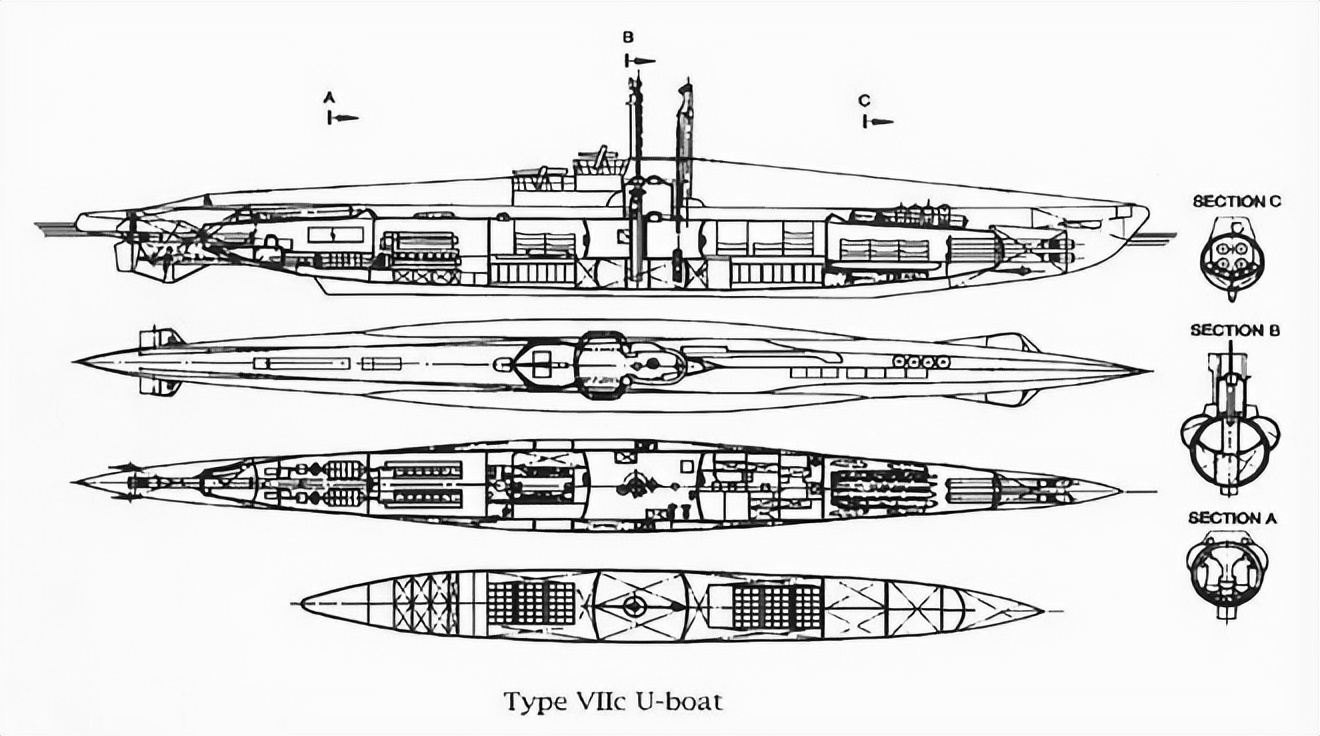
Sơ đồ các mặt cắt một tàu ngầm Type VIIC

Phân lớp VIIC của Tàu ngầm Type VII là một phiên bản VIIB được kéo dài thêm. Chúng có trọng lượng choán nước 769 t (757 tấn Anh) khi nổi và 871 t (857 tấn Anh) khi lặn). Con tàu có chiều dài chung 67,10 m (220 ft 2 in), lớp vỏ trong chịu áp lực dài 50,50 m (165 ft 8 in), mạn tàu rộng 6,20 m (20 ft 4 in), chiều cao 9,60 m (31 ft 6 in) và mớn nước 4,74 m (15 ft 7 in).
Chúng trang bị hai động cơ diesel Germaniawerft F46 siêu tăng áp 6-xy lanh 4 thì, tổng công suất 2.800–3.200 PS (2.100–2.400 kW; 2.800–3.200 bhp), dẫn động hai trục chân vịt đường kính 1,23 m (4,0 ft), cho phép đạt tốc độ tối đa 17,7 kn (32,8 km/h), và tầm hoạt động tối đa 8.500 nmi (15.700 km) khi đi tốc độ đường trường 10 kn (19 km/h). Khi đi ngầm dưới nước, chúng sử dụng hai động cơ/máy phát điện Garbe, Lahmeyer & Co. RP 137/c  tổng công suất 750 PS (550 kW; 740 shp). Tốc độ tối đa khi lặn là 7,6 kn (14,1 km/h), và tầm hoạt động 80 nmi (150 km) ở tốc độ 4 kn (7,4 km/h). Con tàu có khả năng lặn sâu đến 230 m (750 ft).
Vũ khí trang bị có năm ống phóng ngư lôi 53,3 cm (21 in), bao gồm bốn ống trước mũi và một ống phía đuôi, và mang theo tổng cộng 14 quả ngư lôi, hoặc tối đa 22 quả thủy lôi TMA, hoặc 33 quả TMB. Tàu ngầm Type VIIC bố trí một hải pháo 8,8 cm SK C/35 cùng một pháo phòng không 2 cm (0,79 in) trên boong tàu. Thủy thủ đoàn bao gồm 4 sĩ quan và 40-56 thủy thủ.

### Chế tạo
U-636 được đặt hàng vào ngày 20 tháng 1, 1941, và được đặt lườn tại xưởng tàu của hãng Blohm & Voss ở Hamburg vào ngày 2 tháng 10, 1941. Nó được hạ thủy vào ngày 25 tháng 6, 1942, và nhập biên chế cùng Hải quân Đức Quốc Xã vào ngày 20 tháng 8, 1942 dưới quyền chỉ huy của Hạm trưởng, Trung úy Hải quân Hans Hildebrandt.

## Lịch sử hoạt động

### 1943
Sau khi hoàn tất việc huấn luyện trong thành phần Chi hạm đội U-boat 5, U-636 được điều sang Chi hạm đội U-boat 11 từ ngày 1 tháng 4, 1943 để hoạt động trên tuyến đầu. Nó lại được điều sang Chi hạm đội U-boat 13 từ ngày 1 tháng 11, 1943 cho đến khi bị mất.

#### Chuyến tuần tra thứ nhất
U-636 đã di chuyển từ cảng Kiel, Đức lần lượt đến các cảng Bergen và Trondheim tại Na Uy vào cuối tháng 4, 1943, rồi khởi hành từ Trondhelm vào ngày 2 tháng 5 cho chuyến tuần tra đầu tiên trong chiến tranh. Nó băng qua khe GI-UK giữa Iceland và quần đảo Faroe để vòng qua quần đảo Anh và hoạt động tại vùng biển Bắc Đại Tây Dương về phía Tây Nam Iceland và Đông Nam Greenland. Chiếc tàu ngầm bị hư hại nhẹ sau khi bị các tàu khu trục HMS Duncan và tàu corvette HMS Snowflake tấn công vào ngày 14 tháng 5. Nó kết thúc chuyến tuần tra và quay trở lại cảng Bergen vào ngày 8 tháng 6.

### 1945

#### Chuyến tuần tra thứ mười lăm – Bị mất
U-636 xuất phát từ cảng Trondhelm vào ngày 1 tháng 4 cho chuyến tuần tra thứ mười lăm, cũng là chyến cuối cùng, và vòng qua phía Bắc quần đảo Anh để hoạt động ở vùng biển phía Tây Scotland. Đến ngày 21 tháng 4, chiếc tàu ngầm bị các tàu frigate HMS Bazely, HMS Drury và HMS Bentinck của Hải quân Hoàng gia Anh thả mìn sâu đánh chìm ở vị trí về phía Tây Bắc Ireland, tại tọa độ 55°50′B 10°31′T / 55,833°B 10,517°T. Toàn bộ 42 thành viên thủy thủ đoàn của U-636 đều đã tử trận.

### "Bầy sói" tham gia
U-636 từng tham gia mười một bầy sói:
- Iller (12 – 15 tháng 5, 1943)
- Donau 1 (15 – 26 tháng 5, 1943)
- Isegrim (1 – 7 tháng 1, 1944)
- Donner (11 – 20 tháng 4, 1944)
- Donner & Keil (20 tháng 4 – 2 tháng 5, 1944)
- Trutz (28 tháng 6 – 10 tháng 7, 1944)
- Dachs (1 – 5 tháng 9, 1944)
- Zorn (26 tháng 9 – 1 tháng 10, 1944)
- Grimm (1 – 2 tháng 10, 1944)
- Panther (16 tháng 10 – 10 tháng 11, 1944)
- Stier (4 – 15 tháng 12, 1944)

### Tóm tắt chiến công
U-636 đã đánh chìm được một tàu buôn tải trọng 7.169 GRT :
| Ngày            | Tên tàu | Quốc tịch    | Tải trọng | Số phận      |
| --------------- | ------- | ------------ | --------- | ------------ |
| 6 tháng 9, 1943 | Tbilisi | Soviet Union | 7.169     | Bị đánh chìm |